# Sport Club Sírio
Pour les articles homonymes, voir Sirio.
Le Sport Club Sírio était un club brésilien de football basé à São Luís dans l'État du Maranhão.

## Palmarès
- Championnat du Maranhão :
  - Champion : 1930.